# Abu Hamama
Abu Hamama (arab. أبو همامة) – wieś w Syrii, w muhafazie Hims. W 2004 roku liczyła 255 mieszkańców.